# Epistulae ad Brutum
Epistulae ad M. Brutum (Cartes a Brutus) és una col·lecció de les cartes que es van enviar Ciceró, el polític i orador, i Marc Juni Brutus, també polític i conspirador contra Juli Cèsar. Les cartes d'aquesta col·lecció, on hi ha incorporada altra correspondència ciceroniana, són considerades les fonts d'informació més fiables del període just anterior a la caiguda de la República Romana.

## Context
Ciceró va conèixer Brutus a través del seu gran amic Tit Pomponi Àtic, gran admirador de Brutus. La seva relació personal va créixer exponencialment durant el temps en què van fer una oposició conjunta contra Cèsar durant la guerra civil romana al 49 aC i es va establir fermament l'amistat a partir del retorn de Ciceró a Roma, a la tardor del 47 aC. Brutus, juntament amb altres senadors optimates acabaven d'assassinar Juli Cèsar (43aC) i esperava tenir el suport del poble, però amb la irrupció d'Octavi i la creació del segon triumvirat es va veure obligat a exiliar-se a Atenes i a continuar el conflicte des d'allà. En aquesta situació és quan sorgeix la correspondència entre Ciceró i Brutus.

## Contingut
L'epistolari de Ciceró abasta des de l'any 68 al 43 i conté 864 cartes -774 de les quals escrites per ell mateix- entre les quals es divideixen en diverses col·leccions com: Epistulae ad Atticum, Epistulae ad familiares, Epistulae ad Q. Fratrem i les esmentades Epistulae ad M. Brutum.
La correspondència entre Ciceró i Brutus constituïa un diàleg entre dos amics que ocupaven llocs reconeguts en la societat romana. Bàsicament el que s'escrivien entre ells eren les notícies de Roma, que estava immersa en la irrupció de dos grans personatges de la història romana, Octavià i Marc Antoni, i planejaven conjuntament la postura que havien de prendre en el conflicte, ja en el l'aspecte militar com en l'oratòria que havia d'emprar Brutus per a mantenir la seva política activa i amb suport popular. Tot i que la majoria de les cartes parlaven de temes de seriosa actualitat, també eren amics i es preocupaven dels assumptes propis, així que també hi podem trobar referències a la vida privada d'ambdós.

## Tècnica, estil i llengua
La seva correspondència es tractava de cartes als seus coneguts i familiars, així que emprava el sermo cotidianus, el llenguatge col·loquial de les classes cultes i no estructurava els seus escrits com ho podem veure en altres publicacions seves com tractats de retòrica o de filosofia. Tenia la tendència de dirigir-les únicament a un destinatari i normalment aquests eren personatges cultes que ja fossin amics o simpatitzants de les seves idees polítiques, per això sovint usava termes i frases fetes en grec.
Ciceró, fins i tot en les circumstàncies més apassionades i dificultoses de la seva carrera, no va deixar mai de proposar-se una intenció literària, ja que en cap moment de la seva vida va oblidar el concepte de posterioritat, excepte en les cartes íntimes per als amics, les quals si bé revelen vacil·lacions i debilitats espirituals, per altra banda també demostraven un absolut domini de la llengua llatina en totes les seves condicions i formes.

## Tradició
Tradicionalment les epístoles a Brutus estan dividides en dos llibres, la col·lecció conté 26 cartes escrites des del març al juliol del 43 aC, un any després de l'assassinat de Juli Cèsar i un any abans de la mort del mateix Brutus (42 aC). L'autenticitat de les cartes a Brutus va ser posada en dubte durant un gran període, però és generalment reconeguda actualment, amb l'excepció de la carta 16 i 17 del primer llibre, que més aviat semblen d'estil de Suetoni, els quals eren exercicis de retòrica usats sovint pels estudiants de retòrica del final de la república i a l'era d'August.
El segon llibre de cartes de Ciceró a Brutus va ser imprès per primera vegada per Andreas Cratander de Basilea al 1528, extret d'un manuscrit perdut de Sichardus de l'abadia de Lorsch.